# Гарсиваз
Гарсиваз (Карсиваз, перс. گرسیوز‎ > пехл. Karsēwazd > авест. Kərəsauuazdah) — мифический туранский персонаж, упоминаемый в эпической поэме Шахнаме («Книга царей») Фирдоуси. Он является братом Афрасиаба, царя Турана.

## История
Внучка Гарсиваза выходит замуж за Кей-Кавуса и рожает Сиявуша. Когда Афрасияб вторгается в Иран, Гарсиваз являлся командующим туранскими силами. Сиявуш побеждает его. Когда Сиявош строит Сиявушгорд в Туране, Гарсиваз являюшиеся посланником Афрасияба, шпионит при дворе Сиявуша. Заговор Гарсиваза против Сиявуша заканчивается смертью невинного принца. В конце Великой войны Кай-Хосров убивает Гарсиваза и Афрасиаба.